# Joanna (film 1968)
Joanna è un film del 1968 diretto da Michael Sarne.